# Ripakjåkka (zuid)
De Ripakjåkka is een bergbeek binnen de Zweedse  gemeente Kiruna. De beek ontstaat in het moeras Ripakvuomo en stroomt naar het zuiden weg. Ze is ongeveer 10 kilometer lang en levert haar water af aan de Birtimesrivier.
Uit hetzelfde moeras stroomt een beek de andere kant op, zie Ripakjåkka (noord).
Afwatering: Ripakjåkka (zuid) → Birtimesrivier → Vittangirivier → Torne → Botnische Golf.